# G8-mötet 2007

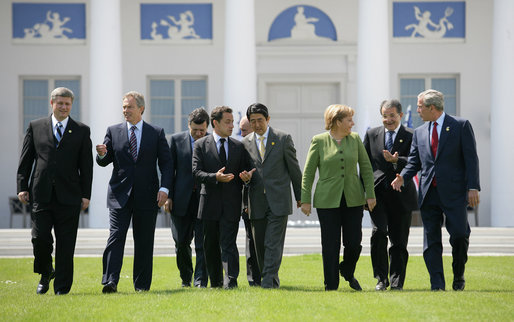
G8-ledarna och EU:s ledare uppradade i Tyskland

G8-mötet 2007 hölls i orten Heiligendamm utanför staden Rostock i Tyskland. Mötet pågick mellan den 6 och den 8 juni.

## Deltagare

### G8
| - Kanada: Premiärminister Stephen Harper - Frankrike: President Nicolas Sarkozy - Tyskland: Förbundskansler Angela Merkel - Italien: Premiärminister Romano Prodi | - Japan: Premiärminister Shinzo Abe - Ryssland: President Vladimir Putin - Storbritannien: Premiärminister Tony Blair - USA: President George W. Bush |

### Övriga
| - EU: Kommissionens ordförande José Manuel Durão Barroso - Brasilien: President Luiz Inácio Lula da Silva - Indien: Premiärminister Manmohan Singh | - Mexiko: President Felipe Calderón - Kina: President Hu Jintao - Sydafrika: President Thabo Mbeki |

## Demonstrationer

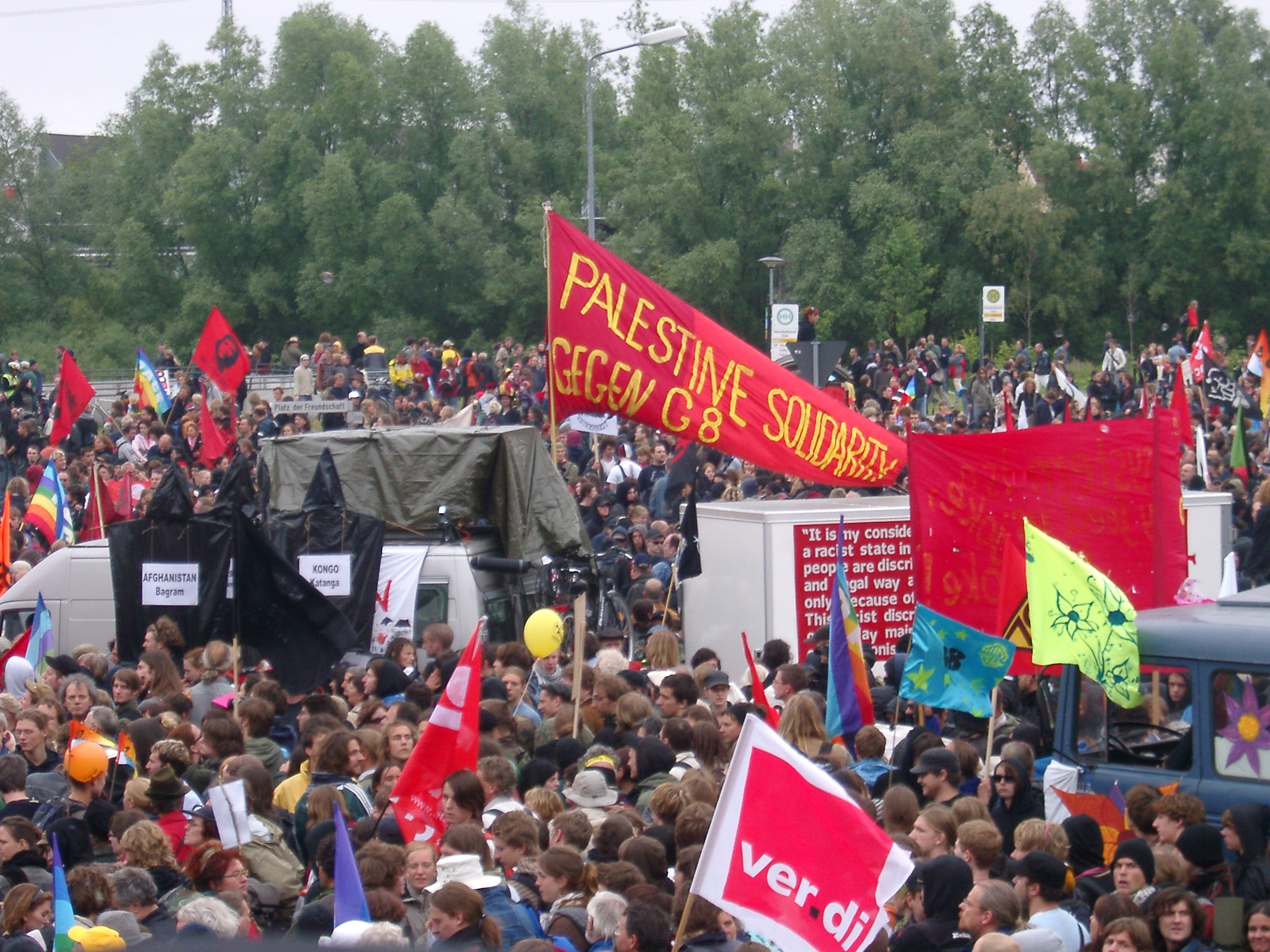
Demontrationen mot G8-mötet 2 juni

Under demonstrationerna som ägde rum 2 juni inför mötet skadades, enligt polisen, 433 poliser och 520 demonstranter. 128 personer greps. Demonstrationsarrangörerna uppskattade att 80 000 deltog i demonstrationen i Rostock, medan polisen uppskattade antalet till 25 000.